# Azione Integralista Brasiliana
L'Azione Integralista Brasiliana (in portoghese Ação Integralista Brasileira - AIB) fu un partito politico brasiliano d'ispirazione fascista e cattolica, fondato dallo scrittore e teologo Plínio Salgado nel 1932. Espressione della dottrina del cosiddetto "Integralismo Brasiliano", il partito è considerato il più importante movimento nazionalista di massa nella storia del Paese sudamericano. Nel giro di pochi anni ottenne un'adesione maggiore di qualsiasi altro movimento fascista sorto in America Latina, con almeno 200.000 membri ma, probabilmente, molti di più.
Sul finire del 1937, quand'era al culmine del consenso popolare, fu sciolto insieme a tutti gli altri partiti, in attuazione del golpe attuato da Getúlio Vargas e alla conseguente nascita dell'Estado Nôvo.

## Caratteristiche ideologiche
Con i fascismi europei, l'Integralismo Brasiliano condivise l'adozione di una retorica politica aggressiva e l'estetica marziale. Sul piano ideologico, i temi cardine del movimento furono il nazionalismo, la proposta di una terza via tra capitalismo e comunismo, il misticismo religioso e l'esaltazione delle tradizioni più tipicamente brasiliane. Espressione di un paese fortemente multietnico, l'Azione Integralista Brasiliana non assunse mai posizioni di stampo razzista, al contrario, fra i suoi membri non mancarono gli appartenenti alla comunità di origine africana.

### Legami e differenze con i fascismi europei
Nel 1930 Pínio Salgado visitò l'Italia, rimanendo colpito dall'organizzazione dello Stato fascista. Quando nel 1932 diede vita al suo partito, si ispirò direttamente al movimento di Mussolini. In virtù di ciò, l'Azione Integralista Brasiliana fu dotata di una struttura gerarchica e centralizzata e di un corpo paramilitare (le camicie verdi). Venne introdotto anche l'utilizzo del saluto romano accompagnato dal grido "Anauê", una parola tupi che significa "Tu sei mio fratello" ma che nell'ottica integralista equivaleva anche a "Presente!". Al di là delle similitudini formali, il partito accolse dal fascismo anche la prospettiva di una terza via tra capitalismo e comunismo. Tuttavia, Salgado esaltò sempre l'originalità e l'identità brasiliana del proprio movimento. L'enfasi sulla dimensione religiosa, la diffidenza nei confronti del totalitarismo statalista, un'interpretazione maggiormente democratica del corporativismo e l'assenza di concezioni razziali, rappresentarono i punti di maggior divergenza rispetto ad alcune forme di fascismo europeo, in particolare il nazionalsocialismo.

### Nazionalismo multietnico
Salgado enfatizzò il nazionalismo identificando in esso la "comune identità spirituale" del popolo. Nel suo libro La quarta umanità sostenne il carattere rivoluzionario del nazionalismo integralista ed affermò: «siamo un popolo venuto ad esistere dopo la morte di tutti i pregiudizi». Definito in termini culturali e storici più che etnico-biologici, il nazionalismo dell'AIB fu dunque aperto ed inclusivo. Oltre alla maggioritaria componente di ascendenza europea, il movimento ebbe anche molti aderenti e simpatizzanti di origine africana. Tra i militanti di colore, i due più noti furono João Cândido Felisberto, leader nel 1910 della Rivolta della frusta, e Abdias do Nascimento. Mentre Salgado esaltò soprattutto la componente culturale e mistica del nazionalismo integralista, i teorici Miguel Reale e Gustavo Barroso ne evidenziarono la componente economica. Entrambi critici dell'imperialismo e del capitalismo internazionale, misero in evidenza la necessità di salvaguardare l'indipendenza dell'economia brasiliana dagli interessi stranieri. In Barroso l'antimperialismo assunse anche toni di stampo antisemita.

### Anticapitalismo ed Anticomunismo
L'integralismo brasiliano, al pari del fascismo, si oppose al liberalismo ed al marxismo. I sistemi economici capitalisti e comunisti vennero considerati come figli della stessa ideologia: il materialismo. Quest'ultimo era, nella visione di Salgado, la base della "civiltà borghese", che da lui venne definita "non una classe, ma uno stato mentale". Concetti analoghi furono espressi anche da Miguel Reale. In particolare, gli integralisti erano convinti che il capitalismo ed il comunismo tendessero al raggiungimento del medesimo risultato: l'internazionalizzazione dell'umanità. Secondo loro, sia sotto il dominio di grandi aziende multinazionali sia sotto il dominio di una dittatura comunista mondiale, il rischio sarebbe stato quello di approdare all'egemonia di un'oligarchia burocratica di esperti pianificatori della produzione. A questi sistemi fu contrapposta una concezione corporativa dell'economia, espressione di uno Stato gerarchico, organico e solidale.

### Spirito religioso
Uno dei concetti più importanti della dottrina integralista fu quello di "Rivoluzione Interiore". Per mezzo di essa gli uomini avrebbero dovuto abbandonare l'egoismo borghese per integrarsi nella comunità nazionale, concepita come una grande famiglia. All'individualismo sarebbero dovuti subentrare valori quali la pietà, il dono di sé e l'amore per gli altri. Per Salgado l'intera storia del mondo era una grande lotta fra materialismo e spiritualismo, lotta sia personale ed interiore che politica e sociale. In virtù di queste caratteristiche, la partecipazione cattolica al movimento fu molto consistente. Diversi vescovi manifestarono simpatia per l'integralismo e numerosi sacerdoti si affiliarono al movimento divenendone dirigenti, compreso il celebre Hélder Câmara. La profonda attenzione alla dimensione religiosa fu uno degli elementi caratterizzanti l'AIB. Tra i movimenti fascisti sorti in quegli anni nel mondo, solo la Guardia di Ferro di Codreanu si fece portatrice di un fervore spirituale simile (e per certi versi maggiore) a quello del movimento di Salgado.

## Storia del movimento

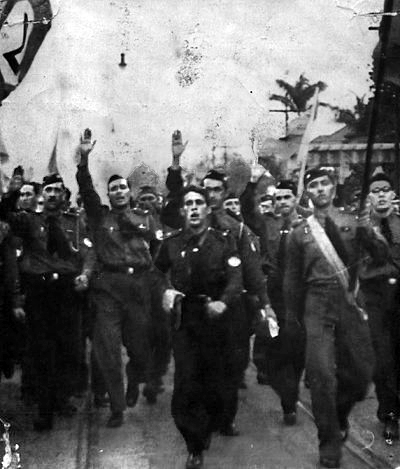
Seguaci del movimento nel 1935.

### Dall'ascesa alla repressione
Nel febbraio del 1932 Plínio Salgado fondò la Società di Studi Politici (SEP), un'associazione che avrebbe dovuto raccogliere gli intellettuali brasiliani con simpatie fasciste. A ciò seguì il cosiddetto Manifesto d'Ottobre (Manifesto de Outubro), che sancì l'avvento ufficiale dell'Azione Integralista Brasiliana il 7 ottobre 1932. Il partito adottò come proprio motto la triade "Dio, Patria e Famiglia" e come proprio simbolo la lettera greca sigma (Σ), che avrebbe dovuto rappresentare la somma dei valori integralisti. Nel giro di poco tempo numerosi uomini di cultura si unirono al gruppo. Secondo alcune fonti arrivarono anche dei finanziamenti da parte dell'Ambasciata Italiana.
All'inizio del 1934 ebbe luogo a Vitória il primo Congresso Integralista. L'assise confermò la leadership assoluta di Salgado, affidandogli il titolo di "Chefe Nacional" (Capo Nazionale) del movimento. Durante lo stesso anno si ruppe l'alleanza fra il Presidente della Repubblica Vargas e le forze di sinistra. A ciò seguirono alcuni durissimi scontri urbani tra l'AIB (fresca del sostegno di Vargas) e i comunisti.
La composizione sociale del partito fu decisamente interclassista. Il contingente più ampio di aderenti fu rappresentato dai portoghesi appartenenti alla piccola borghesia urbana, dai soldati e dagli immigrati italiani e tedeschi. Non mancarono, tuttavia, gli operai, gli artigiani, i piccoli agricoltori e i braccianti. I dati sull'effettiva consistenza del movimento sono abbastanza vari. Lo storico Stanley G. Payne parla di «almeno 200.000 membri e, presumibilmente, più del doppio». Da alcuni documenti interni al partito il calcolo arriva però a superare il milione.
Nel 1937, forte del consenso crescente, Salgado lanciò la propria candidatura alle elezioni presidenziali previste per il gennaio 1938, pubblicando un ampio manifesto programmatico. Considerato il candidato favorito per la vittoria, dovette ben presto rinunciare al suo proposito. Infatti, una volta venuto a conoscenza dell'intenzione di Getúlio Vargas di cancellare l'appuntamento elettorale e dar vita al golpe dell'Estado Nôvo, Salgado ne appoggiò inizialmente il progetto poiché credette di poter fare dell'integralismo la dottrina ufficiale del nuovo regime. Egli sperò che Vargas adempisse una promessa fattagli in precedenza, ossia quella di nominarlo ministro dell'educazione nel nuovo governo. Viceversa, il Presidente golpista mise al bando tutti i partiti, compreso quello integralista, e instaurò un regime monopartitico.
Nei primi mesi del 1938 alcuni militanti integralisti provarono per due volte a rovesciare il nuovo regime di Vargas. La notte del 10 maggio attaccarono Palácio Guanabara, sede del governo dittatoriale, ma la polizia e l'esercito riuscirono a fermarli. Il conseguente scontro a fuoco provocò la morte di una ventina di persone. L'evento divenne noto con il nome di Pajama Putsch. A seguito dei tentativi insurrezionali, Salgado fu arrestato ed esiliato in Portogallo fino al 1945.

### La riorganizzazione
Al suo ritorno in Brasile, Plínio Salgado fondò una nuova formazione politica, il Partito della Rappresentanza Popolare, allo scopo di riformulare su basi democratiche l'integralismo. Furono completamente abbandonati i riferimenti simbolici ed estetici al fascismo. Tuttavia, il movimento non fu capace di esprimere la stessa forza dell'AIB: candidatosi alla Presidenza della Repubblica nel 1955, Salgado ottenne solo l'8% dei voti.
Negli anni a seguire, l'avvento della giunta militare segnò il declino definitivo dell'integralismo. Ex appartenenti al movimento si ritrovarono in campi contrapposti. Tra i militari al governo non mancarono, infatti, gli ex integralisti, così come tra i più strenui oppositori del regime vi fu Hélder Câmara, anch'egli ex seguace del movimento.
Attualmente esistono due gruppi che si rifanno all'esperienza dell'integralismo brasiliano: il Fronte Integralista Brasiliano (FIB) e il Movimento Integralista e Linearista Brasiliano (MIL-B).